# Hypostomus simios
Hypostomus simios är en fiskart som beskrevs av Hollanda Carvalho och Weber 2005. Hypostomus simios ingår i släktet Hypostomus och familjen Loricariidae. Inga underarter finns listade i Catalogue of Life.